# Почесна грамота Чернігівської обласної ради
Почесна грамота Чернігівської обласної ради — відзнака Чернігівської обласної ради, якою нагороджуються фізичні та юридичні особи за значний внесок в соціально-економічну, науково-технічну, культурну, духовну та інші сфери, визначну громадсько-політичну діяльність, зразкове виконання службових обов’язків, успіхи у розвитку органів місцевого самоврядування та виконавчоївлади і інші заслуги перед громадою Чернігівської області.
Розпорядження про нагородження Почесною грамотою обласної ради видається головою обласної ради., членами президії обласної ради, головами районних (районних в м. Чернігові) рад та міськими головами міст Чернігова, Ніжина, Прилук, Н.Сіверський, та депутатами обласної ради. 
Нагородженим Почесною грамотою обласної ради особам вручається нагрудний знак відповідного зразка, який кріпиться на правій стороні грудей і за наявності нагрудних знаків до почесних звань України розміщується нижче них. 
Нагородження Почесною грамотою обласної ради однієї і тієї ж фізичної чи юридичної особи проводиться не частіше як один раз на п’ять років.
До комплекту нагороди відносяться: Почесна грамота на ім'я фізичної особи або повну назву організації; нагрудний знак; грошова винагорода в розмірі 352грн. 95 коп.
Іменне посвідчення до нагрудного знаку не передбачається.

## Історія нагороди
Положення "Про затвердження Положення про Почесну грамоту обласної ради та нагрудний знак до неї" приймались рішеннями обласної ради:
Від 20 червня 2002 року;
Від 18 травня 2006 року;
Від 23 січня 2015 року.
Рішенням від 20 липня 2016 року   було внесенно зміни (доповнення) до рішення від 23 січня 2015 року.
19 грудня 2018 року було затверджено нові зміни до Положення, які торкались порядку вручення грамоти.

## Опис нагрудного знаку
Нагрудний знак виготовляється зі сплавів латуні і має форму круглої медалі діаметром 30 мм.
На лицьовій стороні медалі розміщено стилізоване зображення гармати з Чернігівського Валу на фоні П'ятницької церкви. З країв зображення обрамлене колоссями, знизу - річковими хвилями. На зворотному боці розміщено зображення контуру Чернігівської області, обрамлене по колу написом "Почесна грамота Чернігівської обласної ради.
За допомогою кільця з вушком медаль з'єднується з  прямокутною колодкою (26х15 мм) вкритою емалями. На лицьовій стороні колодки зображено прапор Чернігівської області. На зворотньому боці присутня застібка для кріплення. 

## Порядок нагородження
Подання про нагородження Почесною грамотою обласної ради вноситься на ім'я голови обласної ради головою обласної державної адміністрації, головою районної (районної в м. Чернігові) ради, міським головою (міст обласного значення), керівниками підприємств, установ і організацій та депутатами обласної ради.
Клопотання про нагородження Почесною грамотою обласної ради порушуються після того, як трудові колективи чи окремі особи були  відзначені  Подякою Чернігівської обласної ради, а також трудові колективи чи окремі особи були нагороджені відомчими нагородами (відзнаками) за основним місцем роботи, Почесними грамотами районних та міських (міст обласного значення) рад, райдержадміністрацій та подаються не пізніше, ніж за 15 днів до дати вручення і повинні містити відомості про досягнення трудового колективу чи окремої особи.
Право бути нагородженими згідно з положенням про почесну грамоту мають: 
- Трудові колективи підприємств, установ і організацій, а також їх окремі представники за значний внесок у розвиток соціально-екомічної сфери області, науки, культури, освіти, медицини, фізичної культури і спорту, охорони довкілля, збереження історико-культурної спадщини, в миротворчу, благодійну та іншу суспільно-корисну діяльність.
- Військові частини та військові формування, окремі військовослужбовці - за високі показники у військово-професіональній підготовці особового складу, у справі захисті держави, її суверенітету і незалежності, національних інтересів, територіальної цілісності і недоторканності[1].

Повторне нагородження можливе не частіше як один раз на п'ять років.